# 扁桃斑鳩菊
扁桃斑鸠菊又名桃葉斑鳩菊，为菊科班鸠菊属的植物。分布于非洲、南美洲等地，生長於海邊、山坡地、農地、荒地及廢耕地，生長要求低。目前台灣有人工引种栽培。

## 别名
苦葉樹，扁桃葉斑鳩菊，斑鳩菊，苦膽葉、杏葉斑鳩菊，扁桃斑鳩菊、尖尾鳳、肝連、苦樹、神奇葉、苦茶葉、南非葉。